# ダークナイト ライジング
『ダークナイト ライジング』（原題: The Dark Knight Rises）は、2012年のアメリカ合衆国・イギリスのスーパーヒーロー映画。『ダークナイト・トリロジー』（Dark Knight Trilogy）三部作の第3作目（完結作品）である。クリストファー・ノーランおよびデヴィッド・ゴイヤーの原案のもと、ノーランおよびジョナサン・ノーランによる脚本で、監督はノーランが務めた。この10年間で最高の映画、最高のスーパーヒーロー映画、そして史上最高の映画の1つと考えられている。
北米ではワーナー・ブラザース配給で2012年7月20日に公開された。日本では同年7月28日に公開。

## 概要
DCコミックスのアメリカン・コミック『バットマン』を原作とした実写映画作品。『バットマン ビギンズ』、『ダークナイト』に続く「ダークナイト・トリロジー」の第3作目にして完結編となる。バットマンの実写映画作品としては累計で第7作品目となる。
本作の脚本を手がけたジョナサン・ノーラン、クリストファー・ノーランによると、1859年に出版されたチャールズ・ディケンズの長編小説『二都物語』が、脚本の構想元になっている。また、
以下の古典的なバットマンの原作コミックからインスピレーションを得たとのこと。
- バットマン: ナイトフォール（英語版）
- バットマン: ダークナイト・リターンズ
- バットマン: ノーマンズ・ランド（英語版）

## あらすじ
地方検事ハービー・デントの死から8年。ゴッサム・シティでは「デント法」が制定されて警察の権限が強化され、組織犯罪が一掃されていた。一方でウェイン産業は核融合炉の開発中断により資金繰りが悪化しており、孤児院への援助が途絶えて行き場を無くす少年も出ていた。
デントの犯した罪を被ったバットマンは姿を隠し、その正体であるウェイン産業会長ブルース・ウェインも再建された屋敷に閉じこもって人目から遠ざかっていた。
ある晩、ブルースは母の形見である真珠のネックレスをメイドの一人に盗まれる。彼女は「猫」の異名を持つ宝石泥棒セリーナ・カイルであり、ウェイン産業役員・ダゲットの依頼によりブルースの指紋を盗むために潜入していた。セリーナはダゲットの手下に指紋を渡すが、裏切られたために警察を呼び寄せ、ダゲットの傭兵と警官隊の銃撃戦が起こる。ゴッサム市警本部長ジム・ゴードンは自ら地下水道に入って逃げた傭兵を追うが、逆に捕らえられマスクをした傭兵ベインの前に引き出される。ゴードンは隙を見て水路に飛び込んで逃げたが、銃弾を受けて入院する。
ゴードンから地下での様子を聞いていた若手警察官ジョン・ブレイクはブルースを訪ねてバットマンの協力を要請する。自らも孤児だったブレイクはブルースが額面通りの人間ではない事を見抜き、バットマンの正体である事を確信していた。ゴードンの様子を確認したブルースはウェイン産業社長ルーシャス・フォックスから垂直離着陸機「ザ・バット」を受け取り、傷めた体にギプスを着けてバットマンとして復帰を果たす。
ウェイン家執事アルフレッド・ペニーワースの調べでベインは”奈落”（pit）と呼ばれる地下監獄で生まれ脱出したと噂されており、その後ブルース同様に影の同盟でデュカードことラーズ・アル・グールから戦いを学んだが、ラーズから破門されていた事が分かった。ベインの戦いを見たアルフレッドは現在のブルースでは敵わずに命を落とすと考え、ブルースに考え直させるために執事を辞職する。
セリーナが盗んだ指紋が悪用され、ブルースは破産。ウェイン産業がダゲットに乗っ取られて核融合炉が兵器にされる事を防ぐため、ブルースとフォックスはクリーンエネルギー開発に熱心な役員ミランダ・テイトに会長職を任せる。
ベインは用済みになったダゲットを始末し、セリーナを使ってバットマンを地下におびき寄せる。バットマンの正体を知るベインは彼を一対一の格闘戦で圧倒し、完膚なきまでに叩きのめすとラーズ・アル・グールに代わりゴッサムを滅ぼす事を宣言。バットマンの武器庫はベインの手に落ち、ブルースは遠く離れた奈落へと連れて行かれる。核融合炉もベインに奪われ、4メガトンの核爆弾と化した炉心が抜き出される。事態の重大さに気付いた警察は警官を総動員して地下道の一斉捜索を行うが、ベインの罠で地下道は封鎖され、3千人の警察官が閉じ込められる。
フットボール場で市長を爆殺したベインは1200万人の市民に対し核爆弾の保有と戒厳令を宣告。5ヶ月後に暴走する事は隠した上で市外からの干渉か逃亡者が出たら起爆させてゴッサム全体を吹き飛ばす事を宣言し、政府も手を出せなくなる。バットマンから奪ったタンブラーで刑務所に乗り付けたベインはデントの真実を暴露して囚人を開放。不当な法律によって囚われていた1000人は扇動されて「市民軍」となり、支配層への報復と上流階級に対する略奪が始まった。
テレビでゴッサムの惨状を見せつけられたブルースは心身を鍛え直し、3度目の挑戦で遂に奈落から決死の脱出を果たした。
爆破前日にブルースはゴッサムへ帰還し、セリーナへ接触。セリーナは犯罪から抜け出してやり直すために全てのデータベースから個人情報を消去できるという「クリーン・スレート」を求めてダゲットに協力していたが、ブルースはそれをセリーナへ渡し、協力を求める。フォックスとも合流してバットマンの装備を確保したブルースは、ゴードンやブレイクに協力して警官隊を開放し、ベインとの戦いに備える。
爆破当日、ベインが占拠していた市庁舎前で警官隊と市民軍が衝突し、バットマンも再びベインに挑む。奈落の底で真の強さとは何かを知ったバットマンの力はベインをも凌ぎ、痛みを抑えるマスクが損傷したベインを遂に倒すが、ベインの人質にされていたミランダに突如脇腹をナイフで刺されてしまう。実はミランダの正体は奈落で生まれ、脱出を果たしたラーズの娘タリアであり、ベインの顔の傷は奈落で他の囚人からタリアを守って付けられたものだったのだ。
タリアは父の遺志を継いで核爆弾を起爆しようとするが、ゴードンが取り付けた妨害装置により爆破は起こらなかった。タリアはバットマンをベインに任せ、核爆弾を積んだトラックに合流して11分後に起こる爆発を待つが、バットポッドで駆けつけたセリーナはベインを射殺してバットマンを助ける。その後バットマンとセリーナの2人はザ・バットに乗り込んでタリアが乗るトラックを追う。バットマンの攻撃でトラックは転落して停止したが、タリアはプログラムの上書きにより起爆の停止は不可能になっている事を告げて絶命する。
バットマンは自らの命と引き換えにザ・バットで核爆弾を沖まで運ぶ事を決断する。ゴードンは市民に知らせるべきだとして最後にバットマンの正体を問うが、バットマンは公開を拒否する代わりに幼少時にゴードンから勇気付けられていた事を伝えて飛び立つ。バットマンの正体に気付いたゴードンとセリーナに見送られてバットマンは去って行き、ブレイクが見守る中、海の向こうで核爆発が起こる。
ゴッサムに再び平和が訪れ、バットマンは真のヒーローとして記憶される事になった。バットマンの正体を知る4名によりブルースの葬儀も行われ、ブルースを守れなかったアルフレッドはブルースの両親の墓前で泣いて詫びる。ウェイン邸はブルースの遺言により、市に寄贈されて孤児院となった。
後日、フォックスはブルースがザ・バットの自動操縦機能を完成させていた事を知る。ゴードンは自ら壊したはずのバットシグナルが直されている事に気付く。
アルフレッドは行きつけのフィレンツェのカフェでセリーナを連れたブルースが、かつてアルフレッドが望んでいた様に平穏に過ごしている姿を見る。本名がロビンであるブレイクは職務に疑問を持って警察を辞したが、ブルースから託された荷物に記された座標へ向かい、残されていたバットケイブに辿り着くのであった。

## キャスト
| 役名                                    | 俳優                                   | 日本語吹替 |
| --------------------------------------- | -------------------------------------- | --- |
| ブルース・ウェイン / バットマン         | クリスチャン・ベール                   | 檀臣幸 |
| アルフレッド・ペニーワース              | マイケル・ケイン                       | 小川真司 |
| ジェームズ・“ジム”・ゴードン            | ゲイリー・オールドマン                 | 納谷六朗 |
| セリーナ・カイル / キャットウーマン     | アン・ハサウェイ                       | 園崎未恵 |
| ベイン                                  | トム・ハーディ                         | 山路和弘 |
| ミランダ・テイト / タリア・アル・グール | マリオン・コティヤール                 | 五十嵐麗 |
| ジョン・ブレイク                        | ジョセフ・ゴードン＝レヴィット         | 土田大 |
| ルーシャス・フォックス                  | モーガン・フリーマン                   | 池田勝 |
| ピーター・フォーリー副本部長            | マシュー・モディーン                   | 根本泰彦 |
| レオニード・パヴェル博士                | アロン・アブトゥブール                 | ふくまつ進紗 |
| ジョン・ダゲット                        | ベン・メンデルソーン                   | 清水明彦 |
| フィリップ・ストライバー                | バーン・ゴーマン                       | 青山穣 |
| アンソニー・ガルシア市長                | ネスター・カーボネル                   | 上田燿司 |
| ジェン                                  | ジュノー・テンプル                     | 田村睦心 |
| ジョーンズ大尉                          | ダニエル・サンジャタ                   | 遠藤大智 |
| ライリー神父                            | クリス・エリス                         | 堀部隆一 |
| ギリー議員                              | ブレット・カレン                       | 仲野裕 |
| ロス                                    | レジー・リー                           | |
| アレン                                  | ロブ・ブラウン                         | |
| CIA捜査官                               | エイダン・ギレン                       | 志村知幸 |
| 現地工作員                              | ジョシュ・スチュワート                 | 加瀬康之 |
| 奈落の囚人                              | トム・コンティ                         | 小島敏彦 |
| 盲目の囚人                              | ウーリ・ガヴリエル                     | 廣田行生 |
| フレデリックス取締役                    | ジョン・ノーラン                       | 牛山茂 |
| フォーリーの妻                          | デイナ・グリフィス                     | ちふゆ |
| 医者                                    | トーマス・レノン                       | 丸山壮史 |
| ラーズ・アル・グール（若年期）          | ジョシュ・ペンス                       | 台詞なし |
| ラーズ・アル・グール                    | リーアム・ニーソン                     | 佐々木勝彦 |
| ジョナサン・クレイン                    | キリアン・マーフィー                   | 遊佐浩二 |
| トレーダー#1                            | グレン・パウエル                       | |
| カメオ出演                              |                                        | |
| ハービー・デント                        | アーロン・エッカート（アーカイブ映像） | 台詞なし |
| トーマス・ウェイン                      | ライナス・ローチ（アーカイブ映像）     | 斉藤次郎 |
| ブルース・ウェイン（少年時代）          | ガス・ルイス（アーカイブ映像）         | 台詞なし |
| レイチェル・ドーズ                      | マギー・ジレンホール（写真）           | N/A |
| その他                                  | N/A                                    | 有本欽隆 谷昌樹 多田野曜平 乃村健次 佐藤せつじ 玉野井直樹 白石充 杉村憲司 真田五郎 松本忍 山岸治雄 中西としはる 武田幸史 川原慶久 後藤ヒロキ 山本格 河合みのる 石田嘉代 慶長佑香 増岡裕子 志田有彩 織部ゆかり 川名敦子 ラヴェルヌ拓海 川上瑛生 関根航 |
| 日本語版制作スタッフ                    |                                        | |
| 演出                                    | 演出                                   | 三好慶一郎 |
| 翻訳                                    | 翻訳                                   | アンゼたかし |
| 録音                                    | 録音                                   | 三谷佳奈美 |
| 制作                                    | 制作                                   | 東北新社 |

## テクノロジー
本作より初登場した兵器を挙げる。
E.M.Pブラスター
照射した対象の電子機器類の機能を停止させるライフル型の武器。走行中のバイクでも強制的に機能停止させる。
バットラング
新たな形状のバットラング。小型の針状であり、敵の秘孔（急所）に投げつけて刺すことで気絶させる。
ザ・バット(The Bat)
都市戦用戦闘機。国防総省の要請によりルーシャス・フォックスが開発した。ビルが密集した都市での飛行が可能である。正式名称はウェイン産業に因んだ長いものであるが、作中では通称の「ザ・バット」と呼称される。
機体の下部に搭載されたローターにより飛び、錐揉み旋回などヘリコプターには不可能な機動も可能。
指向性のEMPを射出して電気回路を破壊し、対象を無力化させる「E.M.Pキャノン」や、ロケットランチャー、マシンガンを武装として備える。ゴッサムシティのビル屋上に隠されていたため、ベインに奪われなかった。
タンブラー
ウェイン産業の隠し倉庫に数台保管されていたが、バットマンの正体がブルース・ウェインであると知っているベインに保管場所をつきとめられ奪われた。
車体は戦地用の迷彩塗装であり、車体右上部に引き込み式のキャノン砲を搭載したタイプ、車体後部に誘導ミサイルポッドを格納したタイプなどが保管されていた。

## 製作

### 企画
ワーナー・ブラザースの製作部門社長のジェフ・ロビノフは、第3作目が2011年か2012年に公開されることを望んでいた。2008年10月末にノーランは3作目に関して口を開き、「より表面的な段階で、質問に答えるが」と前置きし、「皆は映画のシリーズもので出来の良い3作目を思いつきますか?」と答えた。彼は物語を続ける必要性を見つけようとし、撮影の中ほどで続編が不要であると知るのを恐れていた。ノーランが『インセプション』に専念し始める2008年12月までに、おおまかな話の概要を完成させた。12月末、アラン・F・ホルンはノーランと3作目に関する議論を進めている間はキャスティングは何もしていないことを明かし、キャストに関する噂はすべて否定された。
本作へのノーランの関与が確定する以前、ゲイリー・オールドマンはノーランの続投を確信していると発言した。またノーランは以前より自分が監督している限りクリスチャン・ベールが「若いバットマン」を演じ続けるので、ロビンはシリーズに登場しないと説明した。さらにノーランは、自分たちのバットマンシリーズの世界で原作の敵キャラクター・ペンギンの様な登場人物を描くのは難しいと考えており、「私たちの作るバットマンではより現実的なキャラクターの方が合う」と説明した。
オールドマンは2009年コミコン・インターナショナルにて3作目について質問され、「我々は次のバットマンの撮影に来年入る。そして（ポストプロダクションの関係で）少なくとももう2年ぐらいは公開できないと思う。僕からあなた方に言えるのは、コレだけだ」と答えた。しかしながら同年、マイケル・ケインはMTVニュースにて、本作に関しては取り組んでおらず、自分は少しの詳細も知らないことを明かした。2010年2月9日、ノーランが『ダークナイト』のストーリーに係わり、プロジェクトに戻ると公約したと発表された。また同月、デヴィッド・S・ゴイヤーとジョナサン・ノーランによる脚本製作活動が始まった。

### プリプロダクション
ゴイヤーが 『マン・オブ・スティール』に着手するために本プロジェクトを離れると、ジョナサンはその原案を基にした脚本の執筆を始めた。2010年3月10日、クリストファー・ノーランは自身のプロジェクトへの関与を明かし、これが自分が手掛ける『バットマン』シリーズの完結編になると述べた。また弟のジョナサンが書く脚本にはミスター・フリーズとリドラーは登場していないことを明かした。
2010年4月、ワーナー・ブラザースは映画の公開日は2012年7月20日を予定していると発表した。6月30日、ノーランは弟のジョナサンの脚本執筆作業が終わったと述べた。2010年9月、ノーランは自分が映画を監督することを認め、そして弟の脚本の推敲作業を開始して2011年1月完了を目指していることを明らかにした。10月27日、タイトルは『The Dark Knight Rises』であることをノーランが明らかにした。また彼はジョーカーが3作目には再登場しないことを明かし、『ダークナイト』のヒース・レジャーの未使用のシーンが流用されるという噂を否定した。

### 撮影
撮影は2011年5月に始まり11月に完了する予定で、そのうち4ないし6週間はピッツバーグで行われる。ノーランは、3D撮影はしない方針にしたが、前作と同じくIMAX撮影は行われ、IMAXのシーンはさらに増え、最終的に合計72分のシーンがIMAXとなった。またノーランはIMAX副社長のデヴィッド・キースリーとの話し合いも行った。撮影監督のウォーリー・フィスターはIMAX撮影に関心を示したが、IMAXカメラによって出る多数のノイズのため、70mmカメラを使って会話シーンを撮るかもしれないと言う。
撮影の一部はインドのジョードプルでも行われた。冒頭の飛行機のシーンはスコットランドのインヴァネスで撮影を行い、アメリカではロサンゼルス、マンハッタンで撮影され、NFLのスタジアムのシーンはピッツバーグ・スティーラーズの協力のもと行われた。
また、終盤の囚人と警官隊による数千人の戦闘シーンではすべて本物の役者を使って撮影を行い、CGなどは一切用いていない。

## 興行収入
アメリカ合衆国とカナダでは2012年7月20日に公開された。オーロラ銃乱射事件の影響が懸念されたものの、オープニング3日間で興行収入1億6,090万ドルを記録し、初登場1位。これは前作『ダークナイト』のオープニングを超え、『アベンジャーズ』『ハリー・ポッターと死の秘宝 PART2』に次ぐ歴代3位（以下、記録は全て当時）となるオープニング記録であった。2D映画としては歴代最高の記録となる。翌週、翌々週も1位を飾り、3週連続1位を記録した。
最終的なアメリカ合衆国とカナダでの興行成績は4億4800万ドルと、前作の5億3300万ドルを越えられなかったものの、海外でのセールスが好調で、全世界興行成績は前作の10億400万ドルを超える10億8000万ドルを記録した
日本では2012年7月27日に先行上映を行った後、7月28日から本公開。オープニング2日間で興収3億7,202万円を稼ぎ(先行含む3日間の成績は4億5,518万円)、初登場2位、シリーズ最高のオープニング成績を記録し、累計興行成績は前作を超える19億円となった。

## オーロラ銃乱射事件による影響
北米公開日の2012年7月20日にコロラド州オーロラで行われたプレミア上映会で銃撃事件が発生した。12人が死亡、負傷者は58人を数えた。犯人は合法的な方法で武器を手に入れて犯行を行い、『ダークナイト』の悪役だった「ジョーカー」を名乗っていた。
この影響を受け日本他各国での関連イベントが中止になった。

### 遺産
この映画は影響力のある作品として注目されているそして称賛を受けた 。デイリー・テレグラフ紙は、これを史上最高の映画の1つとして挙げている。2014年、エンパイア誌は、同誌の読者投票による「史上最高の映画301選」のリストで、ダークナイト ライジングを史上72番目に優れた映画に挙げた。2018年にヴァージンメディアが実施した1,000人のイギリス人成人を対象とした世論調査では、スーパーヒーロー映画として8番目に選ばれた。トータル・フィルム誌は、2010年代の最高の映画として48位にランク付けした。デン・オブ・ギーク誌は、2000年代の最高の映画のリストで、61位にランク付けした。シカゴ・サンタイムズの映画評論家リチャード・ローパーとロー・コンは、彼らの「10年間の最高の映画」ポッドキャストで、ダークナイト ライジングを10年間の最高のアクション映画のリストに挙げた。 2019年、LADbibleが主催した投票で、『ダークナイト ライジング』は2010年から2019年の10年間で最高の映画に選ばれました。デイリー・テレグラフのロビー・コリンは、毎年恒例のスーパーヒーロー映画ベスト25のリストで、本作を何度も1位に挙げています。ベインは映画史上最高の悪役の一人とされています。マリオン・コティヤールの演技は高く評価されており、映画史上最高の女性悪役の一人とされています。